# سمير درويش
سمير درويش مولود في 7 يناير عام 1960م في بنها محافظة القليوبية بمصر، شاعر من جيل الثمانينيات في مصر. أصدر 27 كتابًا منهم 19 ديوانًا وثلاث روايات وكتابين في الفكر السياسي والديني والكتاب الأول من السيرة الذاتية، وكتابان في النقد الأدبي (إعداد وتقديم).

## معلومات ووظائف
1. مؤسس ورئيس تحرير مجلة «ميريت الثقافية» الشهرية الإلكترونية التي تصدر عن دار ميريت للنشر منذ يناير 2019.
2. رئيس تحرير سلسلة «الإبداع العربي» التي تصدر عن الهيئة المصرية العامة للكتاب منذ سبتمبر عام 2016.
3. مدير عام بالهيئة العامة لقصور الثقافة- وزارة الثقافة المصرية- سابقًا، وحاليًا على المعاش.
4. عضو مجلس تحرير مجلة «الثقافة الجدبدة» من سبتمبر 2012 حتى أغسطس 2016.
5. رئيس تحرير مجلة «الثقافة الجديدة» لأربع سنوات: سنة واحدة من أكتوبر 2013 حتى سبتمبر 2014، وثلاث سنوات متصلة من أكتوبر 2015 حتى سبتمبر 2018.
6. مدير تحرير مجلة (الكاتب العربي) التي يصدرها الاتحاد العام للأدباء والكتاب العرب منذ 2007 حتى سبتمبر عام 2019.
7. المدير التنفيذي للاتحاد العام للأدباء والكتاب العرب من 2007 إلى سبتمبر 2019.
8. عضو مجلس إدارة اتحاد كتاب مصر منذ مارس 2018 حتى استقال في نوفمبر 2021.
9. كتب مقالات رأي في السياسة وتجديد الخطاب الديني في عدة صحف مصرية وعربية، منها: جريدة المقال، جريدة الزمان اللندنية، جريدة العرب اللندنية، كما يكتب مقالات في موقع رصيف 22.
10. تناولت أعماله، ضمن مناقشة ظواهر أدبية عامة، عدة رسائل علمية لنيل درجتي الماجستير والدكتوراه في مصر والمملكة العربية السعودية.
11. أعد الباحث محروس فتحي حسني محروس رسالة ماجستير عن شعره في كلية دار العلوم جامعة الفيوم بعنوان: «التجريب في قصيدة النثر- سمير درويش نموذجًا» بإشراف الأستاذ الدكتور عادل ضرغام.
12. أعدت الباحثتان الجزائريتان «ريم بوطمينة» و«حياة سلطاني» رسالة ماجستير، في كلية الآداب واللغات بجامعة جيجل الجزائرية، عن ديوان «يوميات قائد الأوركسترا»، تحت إشراف د.خالد بن عميور والشاعر والناقد د.فيصل الأحمر مشرفا مساعدا.
13. أصدرت دار أوستن ماكولي البريطانية AUSTIN MACAULEY PUBLISHERS™ ترجمة ديوانين معًا في كتاب واحد عام 2018: «تصطاد الشياطين» و"أبيض شفاف[3]"، ترجمتهما اللبنانية سوسن الفقيه.
14. أصدرت هيئة الشارقة للكتاب ترجمة ديوانين في مجلد واحد باللغة الفرنسية عام 2018 أيضًا: "في عناق الموسيقى" ومرايا نيويورك"، عرض في معرض باريس للكتاب في أبريل 2018.
15. كما أصدرت هيئة الشارقة للكتاب نفس الديوانين في مجلد باللغة البرتغالية عام 2018 وعرض في معرض ساوباولو بالبرازيل في أغسطس 2018. وكذلم اللغات: الهندية والإيطالية والروسية.
16. صدر الديوانان "في عناق الموسيقى" ومرايا نيويورك" أيضًا في كتاب واحد مترجمان إلى الإنجليزية عن دار أوستن ماكولي عام 2019.
17. ترجمت بعض قصائده إلى اللغة الألمانية وصدرت عام 2010 في أنطولوجيا لشعراء من دول العالم عن مهرجان برلين الدولي.
18. شارك في العديد من المؤتمرات العلمية ومهرجات الشعر في معظم دول الوطن العربي وخارجه.
19. حصل على جائزة الرواية من نادي القصة بالقاهرة عام 2002 عن روايته «خمس سنوات رملية».
20. حصل على جائزة من اتحاد كتاب مصر عن روايته «طائر خفيف» عام 2006.
21. حصل على جائزة أفضل ديوان شعر من معرض القاهرة الدولي للكتاب، الدورة 47، عام 2016، عن ديوانه «أبيض شفاف».
22. كرمه محافظ القليوبية بإهدائه درع المحافظة في نوفمبر 1999.
23. كرمه اتحاد كتاب المغرب على هامش المناظرة الوطنية حول الثقافة المغربية في يناير 2015.
24. كرمه اتحاد كتاب وأدباء الإمارات في ختام أعمال المؤتمر العام السادس والعشرين للاتحاد العام للأدباء والكتاب العرب في أبوظبي يوم 29 ديسمبر 2015.

## أعماله

### دواوين الشعر
1. قطوفها وسيوفي، ط1 عن الهيئة العامة لقصور الثقافة، أصوات أدبية عام 1991. (طبعة ثانية عام 2000). (وطبعة ثانية على نفقته عام 2000)
2. موسيقى لعينيها/ خريف لعيني، الهيئة المصرية العامة للكتاب عام 1993.
3. النوارس والكهرباء والدم، كتاب إضاءة 77 الشعري، عام 1998.
4. الزجاج (قصيدة طويلة)، ط1 عن الهيئة المصرية العامة للكتاب، عام 1999. (طبعة شعبية عن مكتبة الأسرة عام 2002).
5. كأعمدة الصواري، الهيئة العامة لقصور الثقافة، أصوات أدبية عام 2002.
6. يوميات قائد الأوركسترا[4][4]، ط1 عن الهيئة المصرية العامة للكتاب عام 2007. (طبعة ثانية عام 2008).
7. من أجل امرأة عابرة، الهيئة العامة لقصور الثقافة، أصوات أدبية عام 2009.
8. تصطاد الشياطين، دار شرقيات عام 2011.
9. سأكون ليوناردو دافنشي، دار الأدهم بالقاهرة، 2012.
10. غرام افتراضي، الهيئة المصرية العامة للكتاب 2012.
11. الرصيف الذي يحاذي البحر، دار النسيم للنشر بالقاهرة، 2013.
12. انهيارات بطيئة، دار مجاز للنشر بالقاهرة، 2014.
13. أبيض شفاف[5]، دار مجاز للنشر بالقاهرة، 2015.
14. في عناق الموسيقى[6]، الهيئة المصرية العامة للكتاب بالقاهرة، 2015.
15. مرايا نيويورك[5][5][6]، الهيئة المصرية العامة للكتاب بالقاهرة، 2016.
16. ثائر مثل غاندي.. زاهدٌ كجيفارا، منشورات بتانة بالقاهرة، 2018.
17. كامل الأوصاف، الهيئة المصرية العامة للكتاب، 2019.
18. يكيف جرائمه على نحو رومانتيكي، دار ميريت للنشر بالقاهرة، 2020.
19. ديك الجن، دار ميريت للنشر بالقاهرة، 2020، كتاب ميريت الثقافية رقم (1)

### الروايات
1. "خمس سنوات رملية"، سلسلة الكتاب الفضي، عن نادي القصة بالقاهرة عام 2004.
2. "طائر خفيف"، عن كتاب الاتحاد، اتحاد كتاب مصر عام 2006.
3. "ليس بعيدًا عن رأس الرجل- عزيزة ويونس"، دار بتانة للنشر والتوزيع، القاهرة 2024.

### الكتب السياسية والدينية
1. دولة الملتحين (مجموعة مقالات منشورة عن حكم الإخوان المسلمين لمصر 2012/ 2013، دار دلتا، القاهرة 2014.
2. أفول العقل العربي، عن زواج الديكتاتورية والأصولية الدينية، دار الأدهم، ودار ميتا بوك، القاهرة 2023.

### السيرة الذاتية
1. العشر العجاف.. من الهزيمة إلى النصر (الجزء الأول من السيرة الذاتية)، دار الآن ناشرون وموزعون بالأردن 2018.

### الكتب النقدية
1. تفكيك مركزية السرد العربي- قراءات في سيدات القمر للروائية جوخة الحارثي (إعداد وتقديم)، مجموعة باحثين، دار الآن ناشرون وموزعون بالأردن بالاشتراك مع الجمعية العمانية للكتاب والأدباء، 2020.
2. فتنة التشكيل- دراسات حول تجربة رفت سلام الشعرية (إعداد وتقديم)، مجموعة باحثين، الهيئة المصرية العامة للكتاب 2021.